# Зима, Ивонн
Ивонн Мари Зи́ма (англ. Yvonne Marie Zima; род. 16 января 1989, Филлипсберг, Нью-Джерси) — американская актриса и писатель, младшая из трёх сестёр-актрис Зима (старшая Мэйделин, средняя Ванесса).

## Биография
Родилась 16 января 1989 года (по некоторым источникам 17 января 1989 года) в Филлипсберге, штат Нью-Джерси в семье Марии и Денниса Зима. Позднее семья переехала в Лос-Анджелес и в возрасте 5 лет она начала свою карьеру.
Начала карьеру в кино в возрасте 5 с появления в сериале Розанна в 1993 году, в 1994 получила роль Рейчел Грин в сериале «Скорая помощь», которую играла по 2000 год. После этого начала появляться в эпизодических ролях в большом количестве фильмов.
Играет на гитаре, поёт и пишет стихи. Хотела создать женскую группу вместе со своими старшими сёстрами.
В 15 лет она опубликовала рассказ «Drowning in L.A.» в журнале AIM. В 16 лет опубликовала свою первую новеллу «The Rise and Fall of a Deliberate Weirdo».

## Фильмографи
| Год       |     | Русское название        | Оригинальное название      | Роль              |
| --------- | --- | ----------------------- | -------------------------- | ----------------- |
| 1993      | с   | Розанна                 | Roseanne                   | Girl in Lunch Box |
| 1994—2000 | с   | Скорая помощь           | ER                         | Рейчел Грин       |
| 1995      | тф  | Спросите Джейн Ран      | See Jane Run               | Лиза Клинджер     |
| 1995      | ф   | Схватка                 | Heat                       | Девочка-заложница |
| 1996      | ф   | Постель из роз          | Bed of Roses               | Маленькая Лиза    |
| 1996      | ф   | Приказано уничтожить    | Executive Decision         | Маленькая девочка |
| 1996      | ф   | Долгий поцелуй на ночь  | The Long Kiss Goodnight    | Кейтлин Кейн      |
| 1996      | тф  | Рождество каждый день   | Christmas Every Day        | Сара Джексон      |
| 1997      | ф   | Ускользающий идеал      | 'Til There Was You         | Гвен в 7 лет      |
| 1997      | тф  | Умереть в полночь       | Dead by Midnight           | Келли Эллис       |
| 1998      | ф   | Сёстры Роуз             | The Rose Sisters           |                   |
| 1999      | тф  | Секретный путь          | The Secret Path            | Джо Энн Фолей     |
| 1999      | ф   | Воздушный охотник       | Storm Catcher              | Николь Холловэй   |
| 1999      | с   | Семь дней               | Seven Days                 | Аманда            |
| 2000      | ф   | Отец делает выбор       | A Father's Choice          | Крис МакКлейн     |
| 2000      | ф   | Любовь и секс           | Love & Sex                 | Кейт в 9 лет      |
| 2009      | кор | Перекрёсток             | Intersect                  | Люси              |
| 2009      | ф   | Суррогат                | Surrogate                  | Мариан            |
| 2009      | ф   | Любовные раны           | Love Hurts                 | Андреа            |
| 2009—2012 | с   | Молодые и дерзкие       | The Young and the Restless | Дейзи Картер      |
| 2010      | ф   | Ты, только лучше...     | You, Only Better...        | Сьюзи Джуниор     |
| 2010      | ф   | Знакомство со Спенсером | Meeting Spencer            | София Мартинелли  |
| 2010      | кор | карьера девственницы    | Career Virgin              | Ингрид            |
| 2011      | ф   | Абсент                  | The Absent                 | Кэти Андерсон     |
| 2011      | ф   | Гой                     | Goy                        | Триш Розенберг    |
| 2012      | с   | BlackBoxTV              | BlackBoxTV                 | Бьянка            |
| 2012      | ф   |                         | Stuff It                   | Одена             |
| 2013      | ф   | Последний свет          | The Last Light             | Эшли              |
| 2016      | ф   | Славные парни           | The Nice Guys              | Рэд Томпсон       |

## Награды и номинации
Номинировалась на премию Молодой актёр в течение трёх лет подряд:
- 1995 — Лучшая актриса до 10 лет: телесериал «Скорая помощь»
- 1996 — Лучшая молодая актриса: драматический сериал «Скорая помощь»
- 1997 — Лучшая актриса до 10 лет в фильме «Долгий поцелуй на ночь»[2][3]